# Nicolas Barnaud
Nicolas Barnaud, latinisiert Barnaudus, (* 1538 in Crest; † 1604) war ein französischer Hugenotte, politischer Schriftsteller, Alchemist und Arzt. Sein Name wurde auch Bernaudus, Bernardus und in ähnlichen Formen zitiert. Wegen seiner Herkunft aus dem Dauphiné hatte er auch den Beinamen Delphinas.

## Leben
Barnaud veröffentlichte 1597 (In Aenigmaticum quoddam Epitaphium Bononiae lapidi insculptum commentariolus) eine alchemistische Interpretation einer bekannten rätselhaften Marmor-Inschrift in Bologna (Aelia Laelia Crispis), nachgedruckt mit anderen seiner Schriften im Theatrum Chemicum (und in der Bibliotheca Chemica Curiosa). Er veröffentlichte Sammlungen alchemistischer Schriften, worin er unter anderem auch die alchemistische Messe von Melchior Cibinensis nachdruckte. In seiner Quadriga aurifera von 1599 (Leiden) sammelte er alchemistische Schriften (u. a. von George Ripley) und ebenso in seiner Triga Chemica von 1599 (Leiden), in dem auch das Buch von Lambspringk abgedruckt ist, das er ins Lateinische übersetzte. Ein weiteres Werk ist De occulta philosophia (Leiden 1601, in Form eines Briefs eines Vaters an seinen Sohn).
Da er gegen Ende des 16. Jahrhunderts viel reiste, wurde vermutet, er würde ein geheimes Netzwerk aufbauen, von manchen mit den Rosenkreuzern in Verbindung gebracht. Unter anderem war er in den Niederlanden, Genf und Prag (wo er als Arzt praktizierte). 1559 war er nach John Ferguson in Spanien, 1575 in Basel, 1599 in Leiden und 1601 in Gouda. Über seine Reisen ist vieles nicht bekannt, aber nach Didier Kahn war er Bürger von Genf, wohin er aus Frankreich nach der Bartholomäusnacht (1572) floh, war mit dem Paracelsisten Joseph Duchesne bekannt, war 1574/75 an der Universität Basel immatrikuliert und war 1592 in Prag, wo er seinen Freund Bernard Gilles Penot wiedertraf. 1597 bis 1601 war er nach Kahn in Leiden (und darauf Arzt in Gouda) und publizierte in dieser Zeit alchemistische Schriften und Sammlungen. Nach Kahn war er von einer Anklage wegen Sozinianismus bedroht, verkaufte sein Haus in Crest 1604 und starb möglicherweise bald darauf.
Er gehörte zu den Monarchomachen, anti-monarchistischen Protestanten insbesondere in der Folge des Massakers der Bartholomäusnacht, und ihm werden verschiedene politische Pamphlete zugeschrieben, zum Beispiel Réveille-matin des François (1574, von Eusèbe Philadelphe Cosmopolite). Kahn sieht auch in Barnauds alchemistischen Sammlungen und deren Vorworten Verbindungen zu radikalen protestantischen Pamphleten.
In Prag verkehrte er am Hof von Rudolf II. und wohnte bei dessen Leibarzt Thaddaeus Hagecius und soll dort Zeuge von Transmutationen von Edward Kelley gewesen sein (1583).
Sein Motto war Nihil sine numine (Nichts ohne Gottes Wille).

## Schriften
Alchemie, Okkultes:
- Commentariolum in aenigmaticum quoddam epitaphium, Bononiae studiorum, ante multa secula marmoreo lapidi inculptum, Leiden: Thomas Basson 1597 (zu Aelia Laelia Crispes, aber auch mit Melchior Cibinensis, Moritz von Nassau gewidmet, auch im Theatrum Chemicum nachgedruckt), Digitalisat
- Triga Chemica, de Lapide Philosophico tractatus tres, Ex Officina Plantiniana, apud C. Raphelengium, Leiden 1599, gewidmet Anna, Prinzessin von Schweden[4], enthält:
  - Lambspringk, De Lapide Philosophico
  - Philosophus Gallus Anonymus: Liber secreti maximi totius mundanae gloriae
  - Arcanum Philosophorum, mit kurzer Erläuterung von Barnaud, gewidmet Nicolas Wolski
- Quadriga Aurifera, Ex Officina Plantiniana, apud C. Raphelengium, Leiden 1599, gewidmet Heinrich Friedrich von Nassau[4] (gemeint ist Friedrich Heinrich von Oranien), Gallica, enthält:
  - Tractatus de Philosophia Metallorum
  - George Ripley: Liber duodecim portarum
  - George Ripley: Liber de Mercurio et Lapide
  - Scriptum... Elixir solis Theophrasti Paracelsi tractans
- De occulta philosophia, Leiden: Thomas Basson 1601, Gallica
- Tractatulus chemicus Theosophiae palmarium dictus, anonymi cujusdam philosophi antiqui, Leiden: Thomas Basson 1601[5]

Seine Triga Chemica und Quadriga Aurifera sind auch im Theatrum Chemicum (Band 3) nachgedruckt.
Politische Pamphlete, anonym oder unter pseudonym (ihm zugeschrieben):
- Le Secret des Finances de France, découvert et departi en trois livres, et maintenant publié, pour ouvrir les moyens légitimes et nécessaires de payer les dettes du Roy, descharger ses sujets des subsides imposez depuis trente un ans, et recouvrer tous les deniers prins à Sa Majesté. Ohne Ort, 1581, (unter dem Pseudonym Nicolas Froumenteau)
- Le Cabinet du Roy de France, dans lequel il y a trois Perles précieuses d'inestimable valeur : Par le moyen desquelles sa Majesté s'en va le premier Monarque du monde, & ses sujets du tout soulagez, ohne Ort, 1582 (anonym, Heinrich IV. gewidmet)
- Le Miroir des Francois, compris en trois livres. Contenant l'estat et maniement des affaires de France, tant de la justice, que de la police, avec le reglement requis par les trois Estats pour la pacification des troubles, abolition des excessives tailles, & gabelles : dons gratuits & cha&ritatifs equipolans à decimes, suppression des supernumeraires officiers, demolition des citadeles, restauration des universitez, colleges & hospitaux, taux & appreation de vivres, & autres machandises : punition contre les usuriers, tyrans, & rongeurs de peuple. Et generalement tous les secrets qu'on a peu recueillir pour l'embellissement, & enrichissement du Royaume, & soulagement du public. Le tout mis en Dialogues par Nicolas De Montand. A la Royne regnante. Ohne Ort, 1582 (unter Nicolas de Montand)